# Birkach (Markt Taschendorf)
Birkach  (fränkisch: Bärgi) ist ein Gemeindeteil des Marktes Markt Taschendorf im Landkreis Neustadt an der Aisch-Bad Windsheim (Mittelfranken, Bayern). Birkach liegt in der Gemarkung Frankfurt.

## Geographie
Das Dorf liegt auf einer Anhöhe des Steigerwaldes. Eine Gemeindeverbindungsstraße führt zur Staatsstraße 2417 (0,3 km nördlich) bzw. nach Lachheim zur Staatsstraße 2259 (0,9 km südlich). Eine weitere Gemeindeverbindungsstraße führt nach Frankfurt zur St 2417 (1 km westlich).

## Geschichte
Der Ort wurde 1346 erstmals urkundlich erwähnt. Der Ortsname bedeutet ‚Zum Birkenwald‘.
Birkach lag im Fraischbezirk der Herrschaft Schwarzenberg. Gegen Ende des 18. Jahrhunderts bestand der Ort aus 13 Anwesen.
Im Rahmen des Gemeindeedikts (frühes 19. Jahrhundert) wurde Birkach dem Steuerdistrikt Thierberg und der Ruralgemeinde Kornhöfstadt zugeordnet. In den 1830er Jahren war der Ort Bestandteil der Gemeinde Frankfurt. Am 1. Januar 1972 wurde Birkach im Zuge der Gebietsreform in Bayern nach Markt Taschendorf eingemeindet.

### Baudenkmäler
- Bildstock[12]

ehemalige Baudenkmäler
- Haus Nr. 5: Erdgeschossiges Wohnhaus von drei zu fünf Achsen mit Satteldach und Giebel zur Straße. Verputzter Massivbau mit Quaderlisenen an den Ecken, im Türsturz unter dem Oberlicht datiert „Sebastian Ixmeier 1840“. Tür gleichzeitig, mit zwei Klappflügeln übereinander; der untere gerillt, der obere mit sechs Feldern.[13]
- Haus Nr. 9: Eingeschossiges Bauernhaus von drei zu fünf Achsen, im Türsturz unter dem Oberlicht datiert „J W / 1843“. Verputzter Massivbau mit Giebel zur Straße. Geknickte Eckpilaster mit profiliertem Kranzgesims, das sich als Gesimsband an der Giebelsohle fortsetzt. Weiteres Gesimsband unter Giebelspitze. Auf der Längsseite unter dem profilierten Traufgesims verlaufende Rahmenblende. Zwei stehende Dachgaupen.[13]
- Haus Nr. 11: Zweigeschossiges verputztes Wohnhaus mit Halbwalm zur Straße, im Türsturz bezeichnet „18 N W 50“. Drei zu fünf Achsen. Geknicktes Eckpilaster, über denen das bandförmige Gurtgesims verkröpft ist.[13]

### Einwohnerentwicklung
| Jahr      | 001818 | 001836 | 001840 | 001861 | 001871 | 001885 | 001900 | 001925 | 001950 | 001961 | 001970 | 001987 |
| Einwohner | 82     | 105    | 95     | 99     | 100    | 84     | 78     | 83     | 70     | 57     | 62     | 62     |
| Häuser    | 16     | 13     | 12     |        |        | 15     | 17     | 14     | 15     | 14     |        | 16     |
| Quelle    | [ 8 ]  | [ 10 ] | [ 15 ] | [ 16 ] | [ 17 ] | [ 18 ] | [ 19 ] | [ 20 ] | [ 21 ] | [ 22 ] | [ 23 ] | [ 1 ]  |

## Religion
Birkach ist römisch-katholisch geprägt und war ursprünglich nach Mariä Himmelfahrt (Scheinfeld) gepfarrt. Seit 1931 ist die Kuratie St. Margaretha (Kornhöfstadt) zuständig.